# Biserica Sfântul Grigore din Veneția

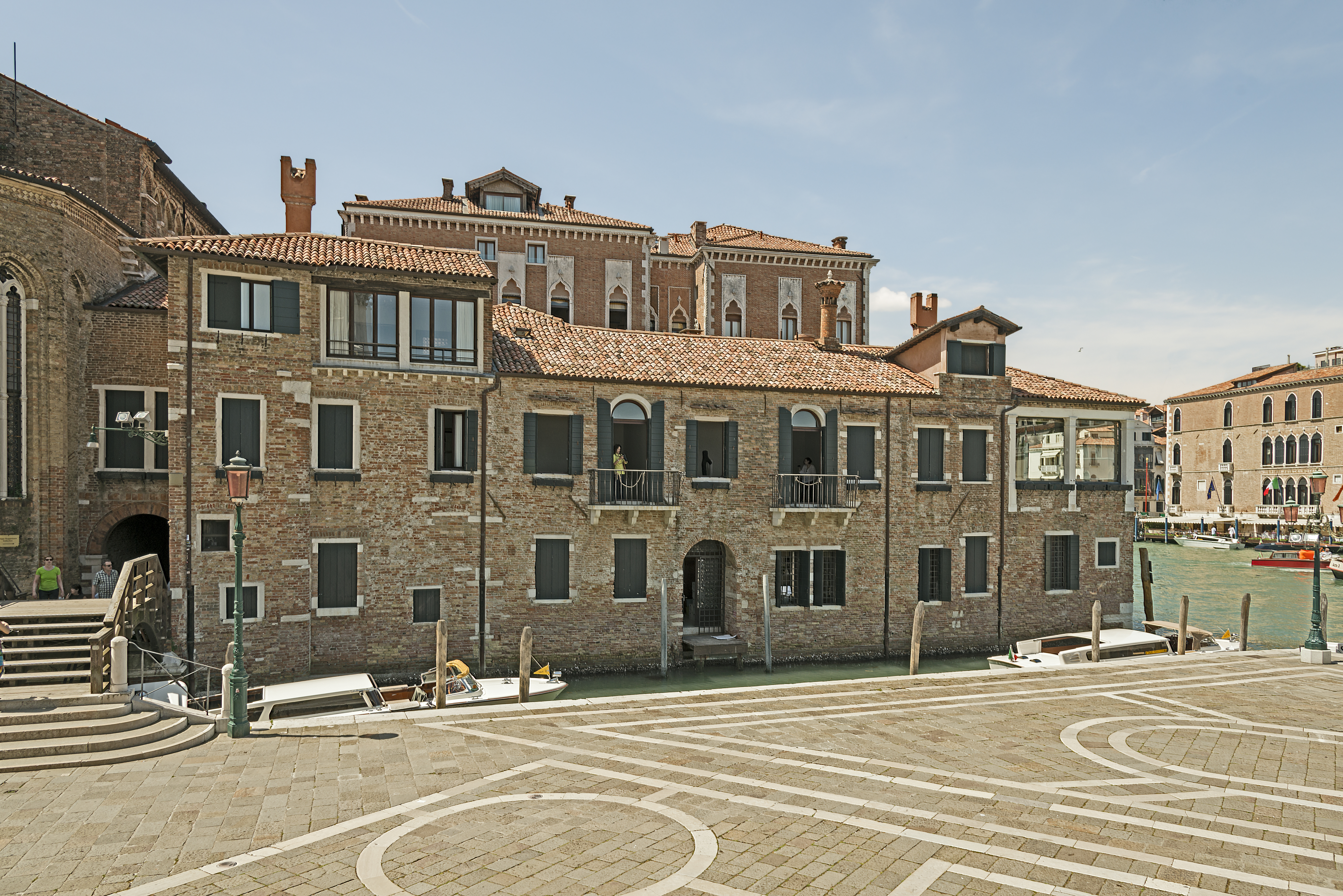
Abbazia di San Gregorio

Biserica Sfântul Grigore (în italiană Chiesa di San Gregorio) este o clădire religioasă din Veneția, situată în sestiere Dorsoduro.
Ea se află în campo San Gregorio la numai câțiva pași de Bazilica Santa Maria della Salute (care se află un pic mai la est, dincolo de rio della Salute), în spatele Palatului Genovese.

## Istoric

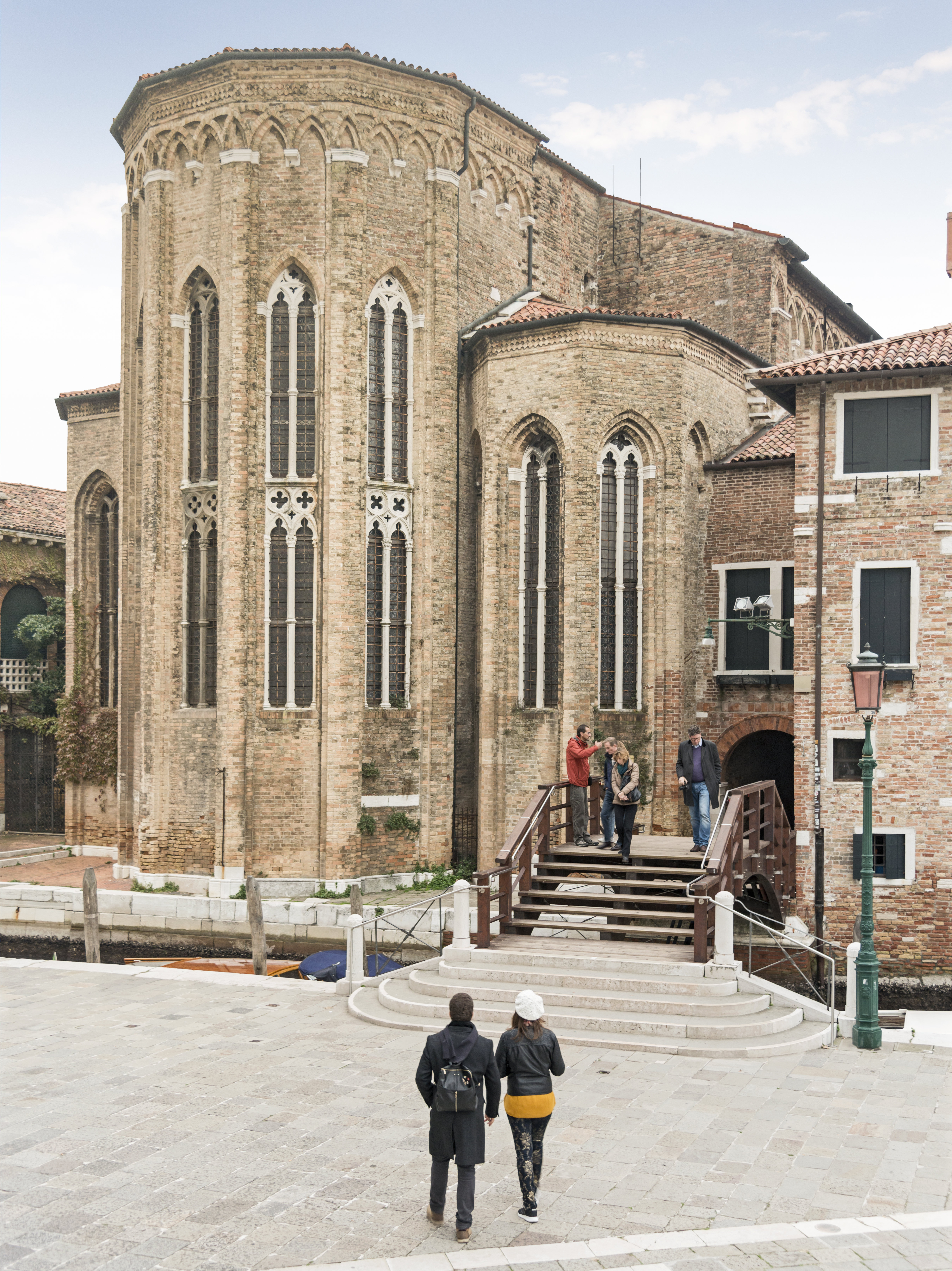
Cele trei abside ale bisericii San Gregorio văzute dinspre Bazilica Santa Maria della Salute.

Ridicată, se pare, în secolul al IX-lea, biserica San Gregorio a fost plasată în 989 în administrarea călugărilor benedictini de la abația Sant'Ilario. Din cauza decăderii abației sus-menționate, în anii următori a avut loc un transfer progresiv al călugărilor la San Gregorio, care a atins punctul culminant în 1214, când biserica San Gregorio a devenit sediul principal al comunității.
În același timp, biserica a avut funcția de parohie, atestată într-un document din 1164, cu preoți desemnați dintre călugări. Ea era inițial afiliată parohiei Santa Maria Zobenigo astfel încât preotul paroh era obligat să meargă în Sâmbăta Mare pentru a participa la binecuvântarea apei, primind apa sfințită.
Pierzându-și autonomia jurisdicțională în 1450, abația a traversat o lungă perioadă de declin, atât economic, cât și spiritual, care s-a încheiat cu desființarea mănăstirii în 1775. Biserica a menținut o scurtă perioadă rolul de parohie, dar a fost închisă în 1808 în timpul ocupării orașului de către armatele franceze ale lui Napoleon, jurisdicția ei canonică fiind transferată bisericii Santa Maria del Rosario (denumită popular Gesuati).
În timp ce clădirile mănăstirii au fost folosite ca locuințe, biserica a fost ocupată de un atelier de monetărie pentru rafinarea aurului. După restaurarea din anii 1959-1960 a fost folosită ca atelier pentru restaurarea patrimoniului artistic și istoric al Veneției. Astăzi ea este scoasă din folosință.

## Clădirea
Edificiul actual este rezultatul reconstrucției din secolul al XV-lea după proiectul lui Antonio Cremonese, care a înlocuit stilul venețiano-bizantin anterior cu cel gotic.
Fațada realizată din cărămidă este împărțită în trei părți de către patru pilaștri. În centru se află portalul, închis de un cadru elegant cu mai multe rânduri de ornamentații și având mai sus o rozasă. De o parte și de alta a portalului se află câte două ferestre bifore suprapuse.
Biserica este compusă în interior dintr-o singură navă, pe care mai există încă fresce. Cele trei abside au un tavan casetat.